# Koncert (Ossian-album)
A Koncert album az Ossian zenekar 1998-ban megjelent első koncertlemeze. A zenekar az 1994-es Keresztút album kiadása után feloszlott, majd négy év elteltével 1998. június 14-én az énekes Paksi Endre az E-klubban adott koncertet zenész barátaival, a műsor pedig az Ossian legjobb dalaiból állt. A Koncert album ennek a fellépésnek a hanganyaga. A lemezen bónuszként szerepel egy friss dal, a Heroin-nővér is.
A közönség több mint lelkes fogadtatásának hatására 1998-ban Paksi Endre újjászervezte az Ossiant, mely a mai napig sikeresen működik.

## Dalok
1. A rock katonái – 5:06
2. A szerelem gyilkosa – 3:48
3. A Sátán képében – 3:00
4. Acélszív – 3:57
5. Haragban a világgal – 4:11
6. Heroin-nővér (bónusz) – 3:37
7. Öreg rocker – 3:36
8. Éjféli lány – 4:27
9. Magányos angyal – 5:07
10. Motor őrület – 4:13
11. Rock 'n' roll lány – 3:51
12. Gonosz asszony – 4:56
13. Menetelés a vágóhídra – 3:28
14. Átverés – 2:59
15. Legyen miénk az élet
16. Bűnös város
17. A magam útját járom
18. Mire megvirrad
19. Rocker vagyok
20. Szenvedély – 4:20
21. Sörivók – 5:25

## Zenekar
- Paksi Endre – ének
- Rubcsics Richárd – gitár
- Ivanov Péter – basszusgitár
- Hornyák Péter – dobok
- Cserfalvi "Töfi" Zoltán – gitár (11,12)

## Külső hivatkozások
- Az Ossian együttes hivatalos honlapja